# Blancoa (djur)
Blancoa är ett släkte av spindlar. Blancoa ingår i familjen dallerspindlar.
Kladogram enligt Catalogue of Life:
| Blancoa | \| \| Blancoa guacharo \| \| \| \| \| \| Blancoa piacoa \| \| \| \| |
|         | \| \| Blancoa guacharo \| \| \| \| \| \| Blancoa piacoa \| \| \| \| |
|         | Blancoa guacharo                                                    |
|         |                                                                     |
|         | Blancoa piacoa                                                      |
|         |                                                                     |